# مناطق آزاد تجاری ایران
مناطق آزاد تجاری ایران محدوده حراست‌شده بندری و غیربندری است که از شمول برخی از مقررات جاری کشور متبوع خارج است. این مناطق با بهره‌گیری از مزایایی مانند معافیت‌های مالیاتی، بخشودگی سود و عوارض گمرکی، نبود تشریفات دست‌وپاگیر ارزی و اداری، تسریع در فرآیندهای صادرات و واردات با جذب سرمایه‌گذاری خارجی و انتقال فناوری به توسعه کشور کمک می‌کنند.
هفت منطقه آزاد شامل کیش، قشم، چابهار، انزلی، ارس، اروند و ماکو در ایران فعال است.
عملکرد مناطق آزاد در ایران به دلیل تطابق نداشتن با راهبرد توسعه موفق نبوده‌است.
از مهر ماه سال ۱۴۰۳ دکتر رضا مسرور به سمت دبیر شورای‌عالی مناطق آزاد تجاری-صنعتی و ویژه اقتصادی منصوب شده‌است.

## اهداف
ماده ۱ قانون چگونگی اداره مناطق آزاد تجاری-صنعتی جمهوری اسلامی ایران مصوب مجلس شورای اسلامی در تاریخ ۲۱ شهریور ۱۳۷۲ اهداف تشکیل مناطق آزاد تجاری-صنعتی را به شرح زیر بیان می‌کند:
تسریع در انجام امور زیربنایی، عمران و آبادانی، رشد و توسعه اقتصادی، سرمایه‌گذاری و افزایش درآمد عمومی، ایجاد اشتغال سالم و مولد، تنظیم بازار کار و کالا، حضور فعال در بازارهای جهانی و منطقه‌ای، تولید و صادرات کالاهای صنعتی و تبدیلی و ارائه خدمات عمومی.

### آمار تراز تجاری
- در سال ۱۳۸۸، واردات از مناطق آزاد ۱۰ برابر صادرات بود.[۷]
- در سال ۱۳۹۲، از مناطق آزاد «۱۳۲ میلیون» دلار کالا صادر شد، درحالی‌که «۳٫۲ میلیارد» دلار کالا، وارد شد.[۸]

## تاریخچه
- پس از پیروزی انقلاب اسلامی، لایحه واردات کالا با استفاده از معافیت گمرکی به جزیره کیش در تاریخ ۱۸ اسفند ۱۳۵۸ به تصویب شورای انقلاب رسید که از تاریخ تصویب این لایحه کلیه کالاهایی که به منظور مصرف و استفاده و فروش در فروشگاه‌ها وارد جزیره کیش می‌شود از پرداخت‌ حقوق و عوارض گمرکی و سود بازرگانی و حق انحصار و حق ثبت سفارش و عوارض مختلف (‌به استثنای عوارض شهرداری و هزینه خدمات بندری‌ و باربری) معاف است[۹] و در نهایت در سال ۱۳۶۸ براساس تبصره ۱۹ قانون برنامه اول توسعه به دولت اجازه داده شد که در سه نقطه مرزی کشور شامل کیش، قشم و چابهار اقدام به تأسیس منطقه آزاد تجاری نماید.[۱۰] چگونگی اداره این مناطق در ۷ شهریور ۱۳۷۲ به تأیید مجلس شورای اسلامی رسید و در تاریخ ۲۱ شهریور ۱۳۷۲ مورد تأیید شورای نگهبان قرار گرفت.[۴]

## فهرست مناطق آزاد
| ردیف | نام منطقه                            | استان                   | شهرستان                             | تاریخ افتتاح |
| ---- | ------------------------------------ | ----------------------- | ----------------------------------- | ------------ |
| ۱    | منطقه آزاد تجاری-صنعتی چابهار        | استان سیستان و بلوچستان | شهرستان چابهار و مرز ریمدان دشتیاری | ۱۳۷۲         |
| ۲    | منطقه آزاد تجاری-صنعتی کیش           | استان هرمزگان           | جزیره کیش                           | ۱۳۷۲         |
| ۳    | منطقه آزاد تجاری-صنعتی قشم           | استان هرمزگان           | شهرستان قشم                         | ۱۳۷۲         |
| ۴    | منطقه آزاد تجاری-صنعتی ارس           | استان آذربایجان شرقی    | شهرستان جلفا، خداآفرین              | ۱۳۸۲         |
| ۵    | منطقه آزاد تجاری-صنعتی انزلی         | استان گیلان             | شهرستان انزلی                       | ۱۳۸۴         |
| ۶    | منطقه آزاد تجاری-صنعتی اروند         | استان خوزستان           | شهرستان آبادان و شهرستان خرمشهر     | ۱۳۸۲         |
| ۷    | منطقه آزاد تجاری-صنعتی ماکو          | استان آذربایجان غربی    | شهرستان ماکو                        | ۱۳۸۹         |
| ۸    | منطقه آزاد فرودگاه امام خمینی        | استان تهران             | شهرستان تهران                       | ۱۳۹۹         |
| ۹    | منطقه آزاد تجاری-صنعتی مازندران      | استان مازندران          | اداره در شهرستان ساری               | ۱۳۹۹         |
| ۱۰   | منطقه آزاد تجاری-صنعتی اینچه برون    | استان گلستان            | شهرستان گنبد کاووس                  | ۱۴۰۰         |
| ۱۱   | منطقه آزاد تجاری-صنعتی سیستان        | استان سیستان و بلوچستان | منطقه سیستان                        | ۱۴۰۱         |
| ۱۲   | منطقه آزاد تجاری-صنعتی مهران         | استان ایلام             | شهرستان مهران                       | ۱۴۰۱         |
| ۱۳   | منطقه آزاد تجاری-صنعتی قصرشیرین      | استان کرمانشاه          | شهرستان قصرشیرین                    | ۱۴۰۱         |
| ۱۴   | منطقه آزاد تجاری-صنعتی بانه و مریوان | استان کردستان           | شهرستان بانه و شهرستان مریوان       | ۱۴۰۱         |
| ۱۵   | منطقه آزاد تجاری-صنعتی سرخس          | استان خراسان رضوی       | شهرستان سرخس                        | ۱۴۰۲         |
| ۱۶   | منطقه آزاد تجاری-صنعتی دوغارون       | استان خراسان رضوی       | شهرستان تایباد                      | ۱۴۰۲         |
| ۱۷   | منطقه آزاد تجاری-صنعتی اردبیل        | استان اردبیل            | اردبیل                              | ۱۴۰۲         |
| ۱۸   | منطقه آزاد تجاری-صنعتی بوشهر         | استان بوشهر             | بوشهر                               | ۱۴۰۲         |

## مناطق آزاد موجود در ایران
ایران ۹ منطقه آزاد تجاری-صنعتی دارد که عبارتند از: کیش، قشم، چابهار، ارس، انزلی، بانه و مریوان، اروند، ماکو، قصرشیرین و مازندران
۱. منطقه آزاد کیش:
این جزیره به شکل بیضی با طول ۱۵ کیلومتر و عرض ۷ کیلومتر وبا مساحتی حدود ۹۱ کیلومتر مربع از لحاظ وسعت، مقام دوم را در میان جزایر خلیج فارس دارد. این جزیره از لحاظ تاریخی دارای سوابق بازرگانی می‌باشد به‌طوری‌که مرکز ارتباطات بازرگانی بین هندوستان، ایران و بحرین به‌شمار می‌آمده‌است. عمده تجارت جزیره کیش در گذشته، مروارید بوده‌است که هنوز هم صید آن ادامه دارد. کیش از سال ۱۳۸۴ تاکنون خارج از قلمرو معمولی گمرک کشور شناخته شده و نوعی منطقه آزاد تلقی می‌شده‌است. تاریخ رسمی تبدیل کیش به منطقه آزاد تجاری-صنعتی مربوط به سال ۱۳۷۲ می‌باشد. مهم‌ترین واحدهای تولیدی کیش در بخش‌های مختلف صنایع برقی و الکترونیک، پوشاک، مواد غذایی و دارویی، شیمیایی، سلولزی، صنایع غیرفلزی و یک واحد تولید خودرو می‌باشد. نمونه مأموریت‌های خاص این منطقه عبارتند از: توسعه و ترویج گردشگری، تمرکز خدمات فرهنگی و رفاهی، ایجاد بورس خدمات تجاری، تشکیل نمایشگاه‌ها و همایش‌های داخلی و بین‌المللی، پایگاه توسعه و ترویج فناوری اطلاعات و ارتباطات.
۲.منطقه آزاد قشم:
منطقه آزاد قشم در مدخل خلیج فارس و دریای عمان قرار دارد. مساحت این جزیره، ۱۴۳۰ کیلومتر مربع در فاصله ۳۷ کیلومتری جنوب بندرعباس و در دهانه تنگه هرمز قرار گرفته‌است. جزیره قشم بزرگ‌ترین جزیره خلیج فارس می‌باشد. این جزیره تقریباً موازی ساحل ایران قرار گرفته و به وسیله تنگه کلارنس از خاک اصلی ایران جدا شده‌است. بندر قشم در منتهی الیه شرق جزیره قرار دارد و بیشترین ارتباط دریایی جزیره را با خارج فراهم کرده و بیشترین شمار بازدیدکنندگان را در خود جای می‌دهد. این جزیره به دلیل قرار گرفتن در میان خلیج فارس و اقیانوس هند همواره از موقعیتی استثنایی برخوردار است. قشم از دیرباز به عنوان یک مرکز تجاری بین آسیای غربی، شبه جزیره عربستان و سواحل شرقی آفریقا مورد توجه بوده‌است. تاریخ قشم به ۵۰۰ سال قبل از میلاد مسیح برمی گردد. همراه با کشف قاره آمریکا و توسعه راه‌های ارتباطی با آسیا از طریق دماغه امیدنیک، اهمیت استراتژیک خلیج فارس، تنگه هرمز و جزیره قشم بیش از پیش آشکار شد. مأموریت‌های خاص این منطقه عبارتند از: تمرکز سوخت‌رسانی به شناورها و کشتی‌های در حال عبور از خلیج فارس، ایجاد صنایع تولیدی صادراتی، ارائه خدمات فنی-مهندسی، انتقال دانش فنی به منطقه و کشور، ایجاد پارک ملی.
۳.منطقه آزاد چابهار:
شهر بندری چابهار با مساحتی حدود ۱۰۹۰ هکتار در منتهی الیه جنوب شرقی کشور و در استان سیستان و بلوچستان و در کنار دریای عمان در گوشه شرقی خلیج چابهار واقع شده‌است. منطقه آزاد چابهار در زمینی به مساحت ۱۴ هکتار واقع شده که ۱۰ هکتار آن به فعالیت‌های صنعتی و ۴ هکتار به بخش‌های بازرگانی، توریسم و خدمات اقتصادی اختصاص یافته‌است. ایران از طریق بندر چابهار می‌تواند به دریای عمان که یکی از پراهمیت‌ترین راه‌های آبی جهان است، راه یافته و این امر دارای اهمیت اقتصادی است چرا که آبراهی است که ایران را با دریای آزاد و بنادر بزرگ و کوچک جهان مرتبط می‌سازد. مأموریت‌های خاص این منطقه عبارتند از: ترانزیت کالا، تجارت منطقه‌ای، بارانداز تجاری کالاها و مواد اولیه، ایجاد صنایع تبدیلی و تولیدی با جهت‌گیری صادراتی، عرضه سوخت و ایجاد صنایع وابسته به نفت، گردشگری.
۴.منطقه آزاد ارس:
منطقه آزاد ارس با قائم مقامی و مشاورت اجرائی فرخ مسجدی، در شمال غرب ایران در نقطه صفر مرزی در مجاورت با کشورهای ارمنستان، آذربایجان و جمهوری خودمختار نخجوان استقرار یافته‌است.
بر اساس مصوبه هیئت وزیران در تاریخ ۷/۴/۱۳۸۴ به شماره ۲۰۷۰۸/ت۵۳۰۸۲۰ محدوده منطقه آزاد ارس شامل ۹۷۰۰ هکتار از اراضی منطقه می‌شد که براساس مصوبه جدید این هیئت در ۱۴/۹/۱۳۸۷، محدوده این منطقه به ۵۱ هزار هکتار شامل بخش‌هایی از ۲ شهرستان جلفا و کلیبر افزایش یافت.
این محدوده ابلاغی در بخش متصل، محدوده اصلی را از ۹۷۰۰ هکتار به ۲۰۵۰۰ هکتار افزایش داده‌است و در ۳ بخش منفصل نیز قسمتی از شهرستان کلیبر به وسعت ۲۴ هزار هکتار (موسوم به قلی بیگ لو) و اراضی اطراف سد خدآفرین به وسعت ۶۱۰۰ هکتار و محدوده گمرک نوردوز (مرز ایران با ارمنستان) به وسعت ۲۴۰ هکتار جمعاً به وسعت ۵۱۰۰۰ هکتار کل محدوده منطقه آزاد ارس را تشکیل می‌دهد.
جلفا از زمان‌های پیش از میلاد به خاطر موقعیت جغرافیایی و استراتژیک اهمیت خاصی داشته و از لحاظ فرهنگی و مدنی دارای شهرتی بس فراوان بوده‌است. کتاب جغرافیای کیهان، نواحی جلفا را از قلمرو ارمنستان قلمداد می‌کند و خلاصه تاریخ این ناحیه را از عهد هخامنشی چنین بیان می‌کند:
"ساتراپی سوم ارمنستان بین سرچشمه فلات، دجله و کورا و ارس واقع شده و پایتخت قدیم آن موسوم به آرتاگز Artaxa)) است در کنار رودخانه ارس قرار دارد و نواحی پست آن مخصوصاً دره ارس بسیار حاصلخیز است و محل چراگاه‌های بزرگ و تربیت اسبهای خوب بوده‌است و ساتراپهای ارمنستان مکلف بودند همه ساله تعدادی اسب به دربار ایران تقدیم دارند. "
منطقه آزاد ارس به برکت برخورداری از موقعیت ژئواکونومیکی ممتاز و دسترسی به بازارهای بین‌المللی سرمایه و تکیه بر امکانات برجسته توسعه ترانزیت و صادرات مجدد، توان مندی‌های بالای صادراتی و با فراهم‌سازی زیرساخت‌های توسعه فعالیت‌های بازرگانی در کنار گمرکات و مراکز تخلیه و بارگیری کالا و الگوسازی ورود به WTO توانسته‌است در جهت ارتقای نقش هم پیوندی اقتصاد ملی با اقتصاد جهانی، بسترساز تعامل سازنده کشور با جهان باشد. همچنین این منطقه به پشتوانه مناطق ارزشمند اکولوژیکی حفاظت شده، اقلیم مناسب، منابع غنی آب، ذخیره‌گاه‌های بین‌المللی جنگلی، محیط زیست مطلوب و قابلیت‌های توسعه گردشگری در زمینه‌های تاریخی، فرهنگی، طبیعی و ورزشی، به یک منطقه بین‌المللی گردشگری، تفریحی، سلامتی و درمانی تبدیل شده‌است.
ماموریت‌های خاص این منطقه عبارتند از:
-تقویت هم‌پیوندی اقتصادهای ملی و بین‌المللی با الویت قفقاز جنوبی در راستای احراز جایگاه اول کشور در منطقه و بسترسازی و تمرین در راستای الحاق به سازمان تجارت جهانی.
-تبدیل منطقه مرزی مربوط، به یک قطب علمی در سطح بین‌المللی و آزمایشگاه بهره‌گیری مناسب از قابلیت‌ها و مزیت‌های سرزمین اصلی بر پایه دانش به منظور افزایش تولید ناخالص ملی.
-گسترش شیوه‌های نوین معیشت و فعالیت و ساماندهی استقرار جمعیت و فعالیت‌ها و فراهم‌سازی امکانات ورزشی، آموزشی، تفریحی و درمانی با نگاه فرا ملی.
-جذب سرمایه‌گذاری‌های داخلی و خارجی در زمینه‌های خاص مطالعه و سیاست‌گذاری شده با موضوعات گوناگون صنعتی و معدنی، کشاورزی و منابع طبیعی، مسکن و شهرسازی، بازرگانی، گردشگری، اقتصاد انرژی، آموزشی، پژوهشی، ICT و خدماتی، در یک فضای رقابتی با توجه به امکانات و پتانسیل‌های ویژه منطقه از جمله بهره‌گیری مناسب از قابلیتهای ترانزیتی کشور در دالان‌های ارتباطی شرقی- غربی و شمالی- جنوبی و رعایت اصول توسعه پایدار و حفظ محیط زیست.
۵.منطقه آزاد انزلی:
بر اثر تحولات صورت گرفته پس از فروپاشی شوروی و در پی تغییر و تحولات ساختاری روابط بین‌الملل منطقه قفقاز و کشورهای حاشیهٔ دریای کاسپین در معادلات منطقه‌ای و جهانی اهمیت یافتند؛ این امر با دوران پس از جنگ تحمیلی در ایران و آغاز عصر سازندگی کشور هم‌زمان گردید، در این دوره، ورود به اقتصاد جهانی و اخذ سرمایه و تبع آن، دانش و تکنولوژی جدید، هدف ایران بود و دولت وقت با ایجاد مناطق آزاد در پی تحقق آن بود. در پی سفر ریاست جمهوری وقت به شهرستان انزلی و با توجه به خواست همگانی و براساس مصوبه هیئت دولت در سال ۷۵ منطقه وی‍ژه اقتصادی بندرانزلی در دو بخش جداگانه تعیین گردید و در سال ۸۲ منطقه ویژه اقتصادی انزلی به منطقه آزاد تجاری صنعتی انزلی بدل شده و در سال ۸۳ نیز اساسنامه سازمان منطقه آزاد تجاری-صنعتی انزلی مورد تصویب هیئت وزیران قرار گرفت و محدوده منطقه آزاد تجاری صنعتی انزلی در سال ۸۴ از طرف هیئت وزیران تعیین و ابلاغ شد.
این منطقه شامل محدوده‌ای از شهرستان انزلی به مساحت تقریبی ۳۲۰۰ هکتار خشکی و تا عمق دو کیلومتر از آبهای ساحلی است. محدوده منطقه آزاد تجاری – صنعتی انزلی (به غیر از محدوده بندری) از غرب به اراضی نیروی دریایی و محدوده روستای طالب آباد و از سوی شرق به روستای چپرپرد پایین منتهی می‌شود. آثار باارزش طبیعی این منطقه عبارتند از:
پهنه جنگلی فتاتو: این پهنه در همجواری روستاهای فتاتو و کویشاء قرار گرفته‌است. جنگل فتاتو به لحاظ بافت جنگلی نمونه نادری است و از معدود باقی مانده‌های توسکائستان‌های قشلاقی حاشیه دریای خزر و یک میراث طبیعی تلقی می‌گردد و در برنامه‌ریزیهای آتی در زنجیره گردشگری منطقه، به صورت یک ارزش طبیعی مدنظر قرار گرفته‌است.
تالاب انزلی: این تالاب از نظر ملی و بین‌المللی و به لحاظ ارزشهای علمی، فرهنگی، تاریخی، چشم‌اندازها و مناظرطبیعی و از نظر زیبائی‌شناسی و ارزشهای اقتصادی-اجتماعی، بسیار حایز اهمیت است که ازجمله سایت‌های با ارزش منطقه محسوب می‌گردد. یکی از ویژگی‌های تالاب انزلی، ایجاد فضایی مناسب برای پرندگان آبزی و کنار آبزی است که باعث شده‌است، این‌گونه پرندگان برای تغذیه، لانه‌سازی و زادآوری در این تالاب آشیانه‌سازی کنند، به‌طوری‌که از مجموع ۱۴۰ گونه پرنده مهاجر در ایران، ۷۷گونه از پرندگان مهاجر به تالاب انزلی مهاجرت می‌کنند؛ که این موضوع نیز زیبایی خاصی به این تالاب داده‌است و باعث گردیده که هر ساله خیل عظیمی از گردشگران داخلی و خارجی را به خود جذب نماید. تالاب انزلی به خاطر زیبایی بی‌نظیر و همجواری آن با جنگل و رودخانه، قابلیت زیادی برای فعالیت‌های گردشگری دارد، بدین لحاظ در برنامه‌ریزی گردشگری منطقه نقش ویژه‌ای برای آن در نظر گرفته شده‌است.
دریای کاسپین و سواحل زیبای آن: بزرگ‌ترین دریاچه جهان که در اصطلاح آن را دریا می‌نامند، دریاچه کاسپین می‌باشد. دریاچه کاسپین از دریاچه سوپریروپین که دومین دریاچه بزرگ دنیاست ۵ برابر وسیع تر است و توسط ۵ کشور ایران، آذربایجان، روسیه، قزاقستان و ترکمنستان احاطه شده‌است. سواحل بکر و ماسه‌ای این دریا به همراه غلظت کم نمک آب آن محیط مناسبی جهت شنا و دیگر تفریحات، بوجود آورده‌است، این دریا به عنوان اصلی‌ترین مکان گردشگری و توریستی استان گیلان مطرح باشد که همه ساله میلیون‌ها گردشگر داخلی و خارجی را به خود جذب می‌نماید. این دریا همچنین از نظر ارزشهای اقتصادی و بیولوژیک نیز بسیار با اهمیت است، که مهمترین آن‌ها عبارتند از:
-منابع نفت و گاز دریای کاسپین؛ کارشناسان، دریای کاسپین را بعد از خلیج فارس و سیبری به عنوان سومین منطقه دارای ذخایر عظیم نفتی و گاز جهان معرفی نموده‌اند.
-در دریای کاسپین ۱۱۴ گونه ماهی و ۶۳ زیرگونه موجود است که از مهمترین آن‌ها می‌توان به ماهی‌های آزاد، کپور، سفید و…
-و همچنین دریاچه کاسپین یکی از منحصر به فردترین اکوسیستم‌های آبی جهان است که محیطی مناسب برای زندگی و رشد مرغوب‌ترین ماهی‌های خاویاری جهان می‌باشد.
ماموریت‌های خاص این منطقه عبارتند از: عمران و آبادانی و ارائه خدمات عمومی و رشد و توسعه اقتصاد، جذب سرمایه‌گذاری خارجی و داخلی، ایجاد اشتغال سالم و مولد، تنظیم بازار کار و کالا، تشویق تولید و صادرات کالا، ورود و حضور فعال در بازارهای منطقه‌ای و جهانی، جذب فناوری‌های جدید و انتقال علم و دانش فنی به عوامل تولید داخلی همسو با توسعه علمی و فناوری‌های جهان، تسریع در فرآیندهای تجاری، اقتصادی و فناوری با ایجاد بستر مناسب جهت انجام آزمایشی طرح‌ها و تعمیم آن به سراسر
کشور.
منطقه ویژه اقتصادی بندر امیرآباد اولین منطقه آزاد در استان مازندران خواهد بود که مدت‌ها در انتظار اعلام و تصویب آن بوده‌است.
۶.منطقه آزاد بانه و مریوان:
۷.منطقه آزاد اروند:
منطقه آزاد اروند در شمال غربی خلیج فارس به وسعت ۱۷۲ کیلومتر مربع در محل تلاقی دو رودخانه اروند رود و کارون واقع است و دارای مرز مشترک میان کشورهای عراق و کویت می‌باشد این منطقه با داشتن ظرفیتی از قبیل حمل و نقل جاده‌ای، ریلی، دریایی و هوایی از اهمیت ویژه‌ای برخوردار است. موقعیت ویژه جغرافیایی منطقه آزاد اروند و نقش کانال‌های ترانزیتی و استراتژیکی آن در تلاقی مسیرهای تجارتی و دسترسی آسان به راه‌های آبی بین‌المللی و همچنین مجاورت با دومین استان بزرگ عراق، بصره، که دروازه ورود تجارت به عراق و سپس مدیترانه محسوب می‌شود و وقوع بر محور راه‌های زیارتی عتبات، توجه روزافزون به این منطقه را به عنوان یک مکانیزم زیربنایی توسعه و انگیزش ارتباطات فرامنطقه‌ای و جلب عبور و مرور ترانزیتی، آشکار می‌سازد. این منطقه در سال ۸۴ راه‌اندازی شد. از اراضی این منطقه، ۸۶۰۰ هکتار به فعالیت‌های صنعتی و ۴۸۰۰ هکتار به سایر بخش‌ها در زمینهٔ بازرگانی، گردشگری و اداری و۳۸۰۰ به بخش‌های بندری، انبارداری و ترانزیت اختصاص یافته‌است.
۸.منطقه آزاد ماکو:
هیئت وزیران در جلسه مورخ ۵/۱۰/۱۳۸۹ بنا به پیشنهاد شماره ۵۱۰/۱۰/۸۹۲ مورخ۲۰/۹/۱۳۸۹ شورای هماهنگی مناطق آزاد تجاری ـ صنعتی و ویژه اقتصادی و به استناد بند «ب» ماده (۴) قانون چگونگی اداره مناطق آزاد تجاری ـ صنعتی جمهوری اسلامی ایران ـمصوب ۱۳۷۲ ـ اساسنامه سازمان منطقه آزاد تجاری ـ صنعتی ماکو را به تصویب رساند.
شهرستان ماکو در شمال غربی ایران (استان آذربایجان غربی) قرار گرفته که از شمال به رودخانه قره سو و کشور ترکیه، از شرق به رودخانه ارس و جمهوری آذربایجان (خود مختاری نخجوان) و از مغرب به جمهوری ترکیه و از جنوب به شهرستان خوی محدود است. شهر ماکو در دره‌ای بنا شده که رودخانه زنگبار از آن می‌گذرد و شهر را به دو بخش شمالی و جنوبی تقسیم می‌کند. قسمت جنوبی شهر در دامنه کوه سبد قرار گرفته و آبادی چندانی ندارد ولی بخش شمالی آن آبادتر و بزرگتر است.
این شهر از لحاظ طبیعی موقعیت خاصی دارد. ماکو از طرف شمال و جنوب کوهستانی است و از جانب غرب و شرق به جلگه‌های قلعه دره سی و چای باسار منتهی می‌گردد. ماکو با برخورداری از تمدن کهن و آثار تاریخی غنی و جاذبه‌های متعدد فرهنگی و طبیعی به عنوان یکی از قطب‌های مهم گردشگری توان بالقوه فراوانی در بهره‌گیری از صنعت گردشگری دارد شرایط آب و هوایی مناسب، پوشش گیاهی، رودها، چشمه‌ها، غارها، آبشارها، قلعه‌ها و دژها، گونه‌های مختلف گیاهی و جانوری، اماکن و ابنیه تاریخی، صنایع دستی، و باغات اطراف شهر، جلگه‌ها و دامنه‌های پر از گل‌های وحشی، دست بافته‌های عشایر، لباس‌های رنگی، محلی و از همه مهم‌تر مردم خونگرم و مهمان نواز زمینه مناسبی برای جذب مسافران و جهانگردان و ایجاد مراکز تفریحی خدماتی را فراهم آورد.
۹.منطقه آزاد قصرشیرین:
قصرشیرین درتاریخ ۱۴۰۰/۲/۱۵ رسماً از طرف محسن رضایی دبیرمجمع تشخیص مصلحت نظام به عنوان منطقه آزاد معرفی گردید. منطقه آزاد قصرشیرین با بیش از ۲۷ هزار تن جمعیت در غرب کرمانشاه، با عراق ۱۸۶ کیلومتر مرز دارد که در امتداد این مرز، ۲ معبر رسمی پرویزخان و خسروی قرار دارد که مبادلات اقتصادی، تجاری و صادرات کالا به اقلیم کردستان و حکومت مرکزی عراق از این ۲ مرز انجام می‌شود. مرز خسروی در ۲۰ کیلومتری قصرشیرین دارای بزرگترین پایانه زمینی بین‌المللی خاورمیانه است. مرز رسمی پرویزخان در شهرستان قصرشیرین به صورت رسمی در سال ۸۶ تأسیس و راه اندازی شد که هم‌مرز با اقلیم کردستان عراق و در همسایگی استان سلیمانیه قرار دارد. هم‌اکنون عمده کالاهای صادراتی از مرز رسمی پرویزخان قصرشیرین با مناطق کردنشین عراق به ویژه شهرهای کلار، سلیمانیه، موصل، خانقین و کرکوک در بخش مرکزی این کشور انجام می‌شود
۱۰.منطقه آزاد مازندران:
طرح منطقه آزاد تجاری سه لکه‌ای یا سه نقطه‌ای مازندران که به شورای عالی مناطق آزاد و هیات دولت پیشنهاد شد، پس از تصویب مجلس شورای اسلامی و تایید شورای نگهبان، ۱۵ مهرماه سال جاری از سوی رئیس‌جمهور به وزارت امور اقتصادی و دارایی ابلاغ شد، نخستین نمونه از منطقه آزاد تجاری غیرمتمرکز در کشور محسوب می‌شود و در مجموع یکهزار و ۶۰۵ هکتار مساحت دارد که در سه نقطه از استان قرار گرفته است.
یعنی مزایای بهره‌مندی از این طرح فقط شامل سه نقطه محدود در بندر امیرآباد با ۱۰۶۰ هکتار مساحت، منطقه ساحلی چپکرود جویبار تا میرود بابلسر با ۴۶۱ هکتار مساحت و محوطه بندر نوشهر با ۸۴ هکتار مساحت می‌شود و ارتباطی به مناطق خارج از این محدوده‌های بندری ندارد.
دفتر اجرایی منطقه آزاد مازندران در تاریخ ۱۳ دی ماه ۱۴۰۲ با حضور حجت الله عبدالملکی در شهر ساری افتتاح شد.
۱۱.منطقه آزاد مهران
۱۲.منطقه آزاد اردبیل

## مشکلات مناطق آزاد در ایران
بررسی مناطق آزاد تجاری-صنعتی و مقایسه آن با اهداف تأسیس این مناطق در طول بیش از یک دهه در ایران (دبیرخانه شورای عالی مناطق آزاد، ۱۳۸۴)، نشان می‌دهد که برخی از اهداف مورد نظر تحقق نیافته و مشکلاتی پیش آمده‌است؛ و این مشکلات عبارتند از:
-تعیین نه چندان اصولی اهداف مربوط به ایجاد مناطق.
-محرومیت مناطق با وجود هزینه‌های انجام شده.
-عدم اولویت‌بندی نیازهای هر منطقه.
-کمبود تسهیلات بیمه‌ای و بانکی.
-عدم مکان‌یابی صحیح.
-نبود امکانات زیربنایی.
-سوء استفاده قاچاقچیان از این مناطق، به سبب نبود ابزارهای کنترلی لازم. به سبب نبود ابزارهای کنترلی، مناطق آزاد مورد سوء استفاده قاچاقچیان کالا قرار گرفته و بر مشکلات قبلی افزوده شده‌است. «در حال حاضر به دلیل وجود دو گمرک و نبود ابزارهای کنترلی لازم، مناطق آزاد به صورت یک پایگاه قاچاق کالا به داخل کشور تبدیل شده‌اند.»
در سالهای اخیر، بسیاری از منتقدان به مدیریت مناطق آزاد تاخته‌اند و گفته‌اند که این مناطق عملاً به مبادی قاچاق در ایران تبدیل شده‌است.
دولتها سیاستهایی را اتخاذ کرده‌اند که نافی هدف مناطق آزاد باشد و عملاً باعث افزایش قاچاق در این مناطق شده‌اند. بر اساس ماده ۱۷ قانون مقررات صادرات و واردات، سه منطقه آزاد تجاری کیش، چابهار و قشم، عرضه خرده‌فروشی کالا را برای مسافران این مناطق آزاد گذاشته بود، از این رو، کسانی که امکان سفر به این مناطق آزاد را می‌داشتند قادر بودند به راحتی به کالاهای سبک و به ویژه پوشاک و البسه دست پیدا کنند. طبق ماده ۱۷ قانون مقررات صادرات و واردات، مسافری که وارد کشور می‌شود، علاوه بر وسایل شخصی می‌تواند تا سقف مصوب هیئت وزیران با معافیت از حقوق گمرکی و سود بازرگانی کالا وارد کند. اما اتفاق دیگری رخ داده‌است که امکان ورود انواع کالا از مناطق آزاد تجاری را گسترش و نیز قاچاق را برای قاچاقچیان سهل‌تر خواهد کرد.
دولت دهم در مقطعی از دوران خود، به یکباره تصمیم گرفت چهار منطقه آزاد اقتصادی دیگر به مناطق آزاد فعال کشور اضافه کند. مصوبه دولت در خصوص ایجاد مناطق آزاد خرمشهر، ارس، ماکو و انزلی توسط معاون اول وقت رئیس‌جمهوری ابلاغ شد، براساس این مصوبه هیئت وزیران قانون یکسان‌سازی خرده‌فروشی در چهار منطقه آزاد خرمشهر، ارس، ماکو و انزلی به اجرا درخواهد آمد و به این ترتیب، خرید و عرضه هر نوع کالا برای مسافران به این مناطق آزاد خواهد شد. در این صورت، کسانی که امکان سفر به مناطق آزاد کیش و قشم و چابهار به دلیل مسافت راه و نیز هزینه‌های سفر برایشان سخت و تا حدودی غیرممکن بود، با طی مسافت کوتاهی به مناطق شمال و شمال غربی ایران و در کمترین زمان، به بازارهای مناطق آزاد ایجادشده دست پیدا کردند و با توجه به این مصوبه، امکان خرید و انتقال کالا از این مناطق به تهران و دیگر شهرهای کشور را داشتند. این اقدام موجب خوشحالی اهالی ساکن در این مناطق آزاد و نیز نمایندگان مردم آن در مجلس شورای اسلامی شد اما قاچاق کالاهای سبک مانند پوشاک را افزایش داد.
کالایی که واردات آن به ایران با محدودیت مواجه است، از دوبی به صورت قاچاق وارد می‌شود در حالی که برای امارات اصلاً قاچاق به حساب نمی‌آید. اما از آن سو، هر کالایی برای این که از کیش به داخل ایران وارد شود باید تشریفات گمرکی آن انجام شود که این اتفاق در بسیاری از مواقع رخ نمی‌دهد. به این ترتیب، جزیره کیش به محلی برای قاچاق کالا تبدیل می‌شود. انتقادها به مناطق آزاد و به‌طور ویژه کیش و قشم تا جایی بالا گرفته‌است که جامعه بازاریان و بازرگانان کیش، در پاسخ به انتقادها اعلام کرده‌است: «نادیده گرفتن ده‌ها بندرگاه غیرمجاز و بازارچه‌های مرزی که به وفور در غرب و اطراف کشور تأسیس و در حال حاضرمعبر ورود انواع کالای قاچاق و بدون کیفیت مصرفی شده‌اند، پاک کردن صورت مسئله و همچنین فراموش کردن نقش مؤثر و کلیدی مناطق آزاد در اشتغالزایی و توسعه این مناطق در چند سال گذشته‌است.»